# Curt Hasenohr-Hoelloff
Curt Hasenohr-Hoelloff (* 29. Mai 1887 in Leipzig; † 1. April 1987 in Markkleeberg) war ein deutscher Email-Künstler und Grafiker.

## Leben und Werk
Hasenohr war der Sohn eines Leipziger Buchbinders. Von 1893 bis 1901 besuchte er die 3. Bürgerschule in Leipzig. Von 1901 bis 1903 ging er bei einem Leipziger Bildhauer und Stuckateur in eine Bildhauer-Lehre. Danach arbeitete er bis 1906 in Dresden, Hamburg, Weimar und Erfurt in seinem Beruf. Von 1906 bis 1907 macht er eine Ausbildung an der Königlichen Sächsischen Akademie für graphische Künste und Buchgewerbe zu Leipzig, u. a. bei Max Klinger, und von 1907 bis 1909 besuchte er die Königliche Zeichenschule in Dresden, die er mit der Fachlehrerprüfung als Zeichenlehrer abschloss.
Von 1906 bis 1917 schuf er vor allem Radierungen, aber auch Holzstiche, u. a. eine Vielzahl von Exlibris. Er gilt als einer der Meister dieser Kunstform. Zudem illustrierte er eine bedeutende Anzahl von Büchern. Originalgrafiken erschienen u. a. in „EOS. Eine Dreimonatsschrift für Dichtung und Kunst“ im Verlag Die Wende, Berlin (Herausgeber Emil Pirchan). Ab 1911 benutzte er nur noch die von ihm zwischen 1910 und 1914 angeeignete und in langwierigen Versuchen perfektionierte Technik des Kupferschnitts. Neben dem Kupferschnitt entwickelte er auch neue Email-Techniken. Seine künstlerischen Arbeiten veröffentlichte er zum Teil im Selbstverlag. Er gehörte zu den bekanntesten Vertretern der Leipziger Kunstszene der Vorkriegszeit.
Ab 1910 war Hasenohr Zeichenlehrer an Leipziger Volksschulen, ab 1916 an der Leipziger Fortbildungsschule für Mädchen. Er führte dabei einen für die damaligen Verhältnisse neuartigen Zeichenunterricht ein und schuf selbst eine Anzahl von Grafiken mit Darstellungen junger zeichnender Frauen. Von 1915 bis 1916 absolvierte Hasenohr einen Kurs für Metallbearbeitung am Leipziger Seminar für Werkunterricht. Hasenohr gehörte dem Deutschen Werkbund an. Ab 1920 war er Lehrer an der Leipziger Kunstgewerbeschule der Städtischen Höheren Schule für Frauenberufe, wo er die Abteilung Kunsthandwerkstätten aufbaute, und ab 1922 künstlerischer Leiter der Werkstatt Email, Metall und Schmuck und der Fachklasse für Emailleschmelz- und Metalledelarbeit. Er verlagerte nun seinen Schaffensschwerpunkt von der Druckgrafik auf Emaille-, Metall- und Schmuckarbeiten.
Ab 1912 nahm Hasenohr den Künstlernamen Curt Hoelloff an. 1924 wurde er Leiter der Abteilung Kunstgewerbeschule an der Höheren Schule für Frauenberufe, seit 1927 als Studienrat. Die Schule wurde 1928 zur Kunstgewerbeschule für Knaben und Mädchen umgestaltet, die 1934 in die Meisterschule des Deutschen Handwerks einging. 1944 wurde die Schule durch Bomben zerstört und kam in eine Notunterkunft.
1929/1930 erbaute sich Hasenohr-Hoelloff in Markkleeberg ein Wohnhaus. Es gilt als Beispiel eines Künstlerhauses der Zeit um 1930 und steht unter Denkmalschutz.
1945 wurde Hasenohr-Hoelloff aus dem Schuldienst entlassen. Er machte sich daraufhin in Markkleeberg als Schmuckgestalter mit einer Gewerbeerlaubnis für das Goldschmiedehandwerk, ab 1958 außerdem für das Emailleurhandwerk, mit eigner Werkstatt in seinem Haus selbständig. 1957 erhielt er für das Verfahren „Tiefreflex-Feueremail“ ein DDR-Patent, 1965 ein Patent in Österreich. In der DDR machte er nach Regierungsaufträgen eine Vielzahl von Goldemail-Arbeiten, daneben erfüllte er auch private Aufträge.
Hasenohr-Hoelloff gehörte dem Verband Bildender Künstler der DDR an. Er war auf vielen Ausstellungen und Messen, u. a. der Leipziger Herbstmesse, vertreten. 1974 beendete er seine Tätigkeit aus gesundheitlichen und Altersgründen.
Grafiken Hasenohrs befinden sich u. a. im Grassi-Museum für Angewandte Kunst Leipzig, im Lindenau-Museum, Altenburg/Thüringen, im Kunstgewerbemuseum Dresden und in Sammlungen von Museen in Berlin, Flensburg, Halle/Saale, Hamburg und Köln, ein großer Bestand von Exlibris in der Sammlung des Staatlichen Museums Schloss Burgk.
Der schriftliche Nachlass liegt bei der Sächsischen Landesbibliothek (Mscr. Dresd. App. 2498).

## Zeitgenössische Rezeption
„… ein Autodidakt, der aber mehr wagt als die meisten anderen. Seine überaus zarten Schmucke, hauptsächlich Anhänger und Broschen, zeigen die entzückendsten Transluzid-Stimmungen …“

## Weitere ErahrdWerke (Auswahl)

### Email-Kunst (Auswahl)
- Schachspiel (Kupfer, emailliert, Holz und Filz; 1930er Jahre; im Bestand des Grassimuseums Leipzig)[7]

### Druckgrafik (Auswahl)
- Feldarbeit (Kupferschnitt, 1908)[8]
- Picknick (Kupferschnitt, 1912)[9]
- Stadtmädel (Kupferschnitt, 1914)[10]
- Fuhrwerk (Kupferschnitt, 1915)[11]
- Goldene Tage (Mappe mit 34 Kupferschnitten, davon 8 koloriert; um 1919; u. a. im Bestand des Lindenau-Museums Altenburg/Thüringen)[12]
- Kinder zwischen Stadt und Land (Mappe mit 12 Kupferschnitten, 1922; u. a. im Bestand des Lindenau-Museums Altenburg/Thüringen)[12]
- Urteil des Paris (Exlibris für Gustav Drobner, Radierung, 16,4 × 7,6 cm)[13]

### Buchillustrationen (Auswahl)
- Hellmuth Unger: Joanna und Alexis. Verlag Th. Weicher, Leipzig, 1921

- Augen-Dienst. Klares und durchgeistigtes Sehen für alle. Anleitung zum Selbstunterricht zur Hebung der natürlichen Sehkraft und Ertüchtigung der Augen. Verlag Paul Schrecker, Grimma, 1943

## Publikationen Hasenohr-Hoeloffs
- Liebesgaben von Kinderhand. In: Neue Bahnen, Leipzig, 1915, Band 26, S. 201 ff.
- Für Fest, Frau und Freude. In. Leipziger Beobachter, Leipzig, Heft 38/1937, S. 299–301
- Email. In: Deutsche Goldschmiedezeitung, Heft 35/1932; S. 292–293
- Email, Goldschmiedeemail, Maleremail, kunsthandwerkliches Gebrauchsemail, neue Emailtechniken. Verlag Quelle & Meyer, Leipzig (Reihe Fachbücher für Handwerk und Technik), 1942. (In der DDR mehrere Neuauflagen im Verlag der Kunst, Dresden)

## Ausstellungen

### Postume Einzelausstellungen
- 1995/1996 Leipzig, Grassimuseum (Email, Skizzen, Kupferstiche)

- 1996 München, Galerie Handwerk

### Ausstellungsbeteiligungen
- 1965 Leipzig, Bezirkskunstausstellung
- 1965: Leipzig, Museum der Bildenden Künste („500 Jahre Kunst in Leipzig“)